# Johnnie Bassett
Johnnie Bassett (9 de octubre de 1935 - 4 de agosto de 2012) fue un guitarrista de blues eléctrico, cantante y compositor. Trabajo desde hace décadas principalmente como músico de sesión, por la década de 1990 Bassett tenía su propia banda de refuerzo y desde entonces ha lanzado seis álbumes. Se ha citado a Billy Butler, Tiny Grimes, Albert King, B.B. King y especialmente T-Bone Walker como influencias principales.

## Biografía
Nació en Marianna, Florida, Estados Unidos. Se trasladó con su familia en 1944 a Detroit. Como guitarrista de su grupo local junto a Joe Weaver y los Bluenotes, ganaron concursos de talento, y localmente respaldado por Big Joe Turner y Ruth Brown. En 1958, Bassett se enrola en el ejército de Estados Unidos, pero a su regreso a Detroit trabajó con los Bluenotes como músicos de sesión para Fortune Records. Durante este tiempo proporcionó acompañamiento a Nolan Strong & The Diablos y Andre Williams. Más tarde apoyó a The Miracles en una corta estadía en Chess Records, trabajando por su single de debut, "Got a Job" (1958). En conciertos de Detroit, Bassett compartió el escenario junto a John Lee Hooker, Alberta Adams, Lowell Fulson y Dinah Washington.
Basset pasó la mayor parte de la siguiente década dando conciertos en Seattle, también apoyó a Tina Turner y Little Willie John.
El Detroit Blues Society reconoció a Bassett la contribución al blues con un premio por su trayectoria en 1994. Lanzó el álbum I Gave My Life to the Blues en la discográfica holandesa Black Magic en 1996, antes de la grabación y gira en Norteamérica y Europa con su propia banda de acompañamiento, los Blues Insurgents. Su álbum de 1998 Cadillac Blues fue nominado para cinco Premios W.C. Handy. Su sello discográfico ese entonces era Cannonball Records, el cual dejó de operar, pero en Mack Avenue Records firmó un nuevo contrato de grabación, después que su propietario viera a Bassett y su banda tocar en un concierto en el suburbio de Detroit de Grosse Pointe.
En 2003 en el Great Lakes Folk Festival, Bassett se presentó como parte de Detroit Blues Revue con Alberta Adams y Joe Weaver. En los Premios de la Música de Detroit de 2006, Bassett ganó el título 'Outstanding Blues/R&B Instrumentalist'. En 2010 y 2011 el título 'Outstanding Blues Artist/Group'.
El álbum de Bassett, The Gentleman is Back fue lanzado en junio de 2009. En 2010, ganó un Premio de la Música de Detroit para el 'Outstanding National Small/Independent Label Recording'. 
Bassett y su banda (Chris Codish - teclados, Keith Kaminski - saxofón, y Skeeto Valdez - batería) se presentó en la semana en el Northern Lights Lounge in Detroit.
Murió de cáncer el 4 de agosto de 2012.

## Discografía seleccionada
- Live at the Montreux-Detroit Jazz Festival (1994)
- I Gave My Life to the Blues (1997) – Black Magic
- Bassett Hound (1997) – Fedora Records
- Cadillac Blues (1998) – Cannonball Records
- Party My Blues Away (1999) – Cannonball Records
- The Gentleman is Back (2009) – Mack Avenue[9]
- I Can Make That Happen (2012) - Sly Dog Records